# Primo teorema dell'angolo esterno
Il primo teorema dell'angolo esterno è uno dei principali teoremi della geometria euclidea.

## Enunciato
In qualsiasi triangolo, ogni angolo esterno è maggiore di ciascuno degli angoli interni non adiacenti.

## Dimostrazione
Dato un triangolo {\displaystyle ABC} qualsiasi, di base {\displaystyle BC}, si prolunga il lato {\displaystyle BC} ad un punto {\displaystyle K} appartenente alla stessa retta.
Detto {\displaystyle M} il punto medio del lato {\displaystyle AC}, si prolunga {\displaystyle BM}, dalla parte di {\displaystyle M}, di un segmento {\displaystyle MN} congruente a {\displaystyle BM} e si congiunge {\displaystyle N} con {\displaystyle C}.
Poiché {\displaystyle N} è interno all'angolo AĈK, si può affermare che AĈK > AĈN.
Per dimostrare la tesi basta allora dimostrare che BÂC è congruente a AĈN.
Si considerano i due triangoli {\displaystyle AMB} e {\displaystyle CMN}; essi hanno:

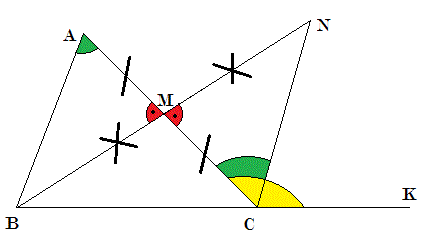
Dimostrazione del teorema dell'angolo esterno

- {\displaystyle AM} congruente a {\displaystyle MC} per costruzione;
- {\displaystyle BM} congruente a {\displaystyle MN} per costruzione;
- {\displaystyle AMB} congruente a {\displaystyle CMN} perché angoli opposti al vertice.

Dunque, {\displaystyle AMB} e {\displaystyle CMN} sono congruenti per il primo criterio; in particolare {\displaystyle BAC} è congruente a {\displaystyle MCN} e quindi {\displaystyle BAC} è congruente a {\displaystyle ACN}.
Per quanto osservato all'inizio, ciò conclude la dimostrazione.